# Staroje Pesjanoje
Staroje Pesjanoje (rusky Старое Песьяное) je kamenný meteorit. Dopadl 2. října 1933 na území Kurganské oblasti v Rusku. Na lomu je vidět vnitřní světlešedé zabarvení.